# Джон Уік (персонаж)
Джон Уік — головний герой серії фільмів «Джон Уік». У фільмах його грає Кіану Рівз. Джон Уік — відомий у колах найманих убивць кілер, який вийшов на пенсію, але якому довелося стати на шлях помсти, що згодом нацькувало проти нього частину злочинного світу.

## Біографія
Джон Уік народився сім'ї циган у поселенні Підгір'я (біл. Підгір'я), що знаходиться десь біля Білоруської РСР (нині Республіка Білорусь). При народженні носивши ім'я «Джордані Йованович». Осиротів у юному віку, після того як його батько помер, виконуючи обов'язок в армії, після чого його усиновив старий друг батька, який зрештою став і його наставником. У коміксах про Джона Уіка показано, що він провів значну частину своєї юності в мексиканському містечку Ель-Саусаль (ісп. El Sauzel). Можливо, Джон служив у морській піхоті, на службі в якій отримав ім'я «Джон Уік». Якогось моменту його завербувало «Руська Рома» — нью-йоркське організоване злочинне угруповання, лідер якого — жінка, відома під псевдонімом «Директор», навчала його бойовим навичкам. Під наглядом Директора Джон пройшов навчання мистецтву кілера та вивчивши навички бойових мистецтв, тактичного водіння, ескапології, а також навички застосування вогнепальної та іншої зброї. Після виходу з організації «Руська Рома» його арештували за невстановлений злочин і ув'язнили . Після визволення його змусили приєднатися до підпільного кримінального світу, що діє з мережі готелів «Континенталь». Джон зрештою став головним виконавцем Російського злочинного синдикату в Нью-Йорку, отримавши у злочинному світі статус грізного та безжального кілера, відомого своєю цілеспрямованістю, обов'язковістю та вольовими якостями. Працюючи в Російському злочинному синдикаті, він отримав прізвисько «Баба-яга». Деякі персонажі серії фільмів про Джона Уіка розповідали історію про те, як він поодинці вбив трьох людей олівцем.
Врешті-решт, Джон закохався у жінку на ім'я Гелен. В надії залишити позаду своє минуле найманого вбивці та продовжити нормальне життя, Джон зустрівся з Вігго Тарасовим — босом Російського злочинного синдикату, який погодився надати йому свободу, якщо він зможе виконати те, що було описано як «нездійсненне завдання». Вігго вважав, що ніхто, включаючи Джона, не зможе виконати подібну місію. Для досягнення своєї мети Джон звернувся за допомогою до кримінального авторитету Сантіно Д'Антоніо, якому дав згодом кровну клятву. Вік усунув усіх головних суперників Тарасова, що дозволило стати одним із найвпливовіших кримінальних авторитетів Нью-Йорка. Джон Уік пішов на пенсію і почав жити з Гелен мирним життям. Його репутація стала легендарною, сам Вік щасливо прожив разом зі своєю дружиною 5 років.
Джон Уік (2014)
Після смерті Гелен від невиліковної хвороби Джон стає ізольованим від суспільства. Він проводить дні за кермом свого дорогого Ford Mustang Mach 1 1969 року випуску (або за Ford Mustang Boss 429 того ж року) і доглядає свого нового собаку, бігля на ім'я Дейзі — останнім подарунком його померлої дружини. Після випадкової зустрічі Джона із сином Вігго Тарасова Йозефом останній вламується у його будинок зі своєю бандою. Він нападає на Джона, краде його машину та вбиває Дейзі. Подібний вчинок відправляє Джона в шаленство, викидаючи його в колишнє життя, змушуючи оточуючих ставити питання — чи повернувся він? Знаючи, що Джон, швидше за все, ні перед чим не зупиниться, щоб убити Йозефа, Вігго намагається захистити свого сина і посилає своїх поплічників, щоб зупинити Джона, але той долає їх усіх. Принагідно кілер на ім'я Маркус, найнятий Вігго, щоб убити Джона, допомагає йому за що розплачується своїм життям. Джон вершить свою помсту, вбиваючи Йозефа та Вігго. Після того, що сталося, поранений Вік заходить у притулок для тварин, щоб зашити собі рану, і попутно рятує бездомного пітбуля, який мав бути підданий евтаназії. Джон та його новий собака повертаються додому.

### Джон Уік 2 (2017)
Помстившись Тарасовим, Джон укладає з братом Вігго, Абрамом, перемир'я і забирає свою дорогу машину. Надії Джона повернутися на пенсію розбиті кримінальним авторитетом Сантіно Д'Антоніо зі злочинного угруповання «Каморра», який вимагає, щоб Джон виконав свою кревну клятву та вбив його сестру, Джанну Д'Антоніо, щоб він сам зміг посісти її місце в Правліні Кланів. Джон відмовляється, після чого Сантіно руйнує його будинок. Джон неохоче їде до Рима і виконує клятву. У той же час Сантіно відправляє свого охоронця Ареса і колишнього охоронця Джанни Кассіана вбити Віка, але обидва вони зрештою зазнають невдачі. Сантіно призначає нагороду у розмірі 7 мільйонів доларів за голову Джона Віка, після чого Джон шукає допомоги у підпільного мафіозі, відомого як «Голубиний Король». У результаті Джон знаходить Сантіно в готелі Континенталь, на території якого кровопролиття заборонено. Незважаючи на правило, Джон вбиває Сантіно, змушуючи керуючого нью-йоркського готелю Вінстона оголосити йому «excommunicado». Це означає, що Джон Уік більше не може користуватися послугами та ресурсами злочинного світу. Вінстон дозволяє Джону втекти за одну годину, перш ніж «excommunicado» стане активним, а нагорода, обіцяна за його голову, буде подвоєна.

### Джон Уік 3 (2019)
Виснажений, поранений і статус «excommunicado» Джон готується втекти з Нью-Йорка, щоб сховатися від безлічі найманих убивць, які дізналися про величезну нагороду, обіцяну за його голову. Використовуючи свої зв'язки, Джон прибуває в Марокко і зустрічається з Софією — керуючого марокканського «Континенталя», яка за представлений ним вексель допомагає йому знайти Старійшину — напівлегендарного главу злочинного світу, що стоїть над Правлінням Кланів і є своєрідним «наступником» голови ордена. Старійшина погоджується скасувати «excommunicado» в обмін на вбивство Вінстона і служіння Правлінню Кланів до кінця свого життя. Джон відрубує безіменний палець і пропонує Старійшині обручку, щоб довести свою вірність. Він повертається до Нью-Йорка, де його переслідують убивці, доки він не досягає «Континенталя». Замість того, щоб убити Вінстона, Джон поєднується з ним і разом з консьєржем готелю Хароном бореться проти поплічників Правління Кланів. Успішно перемагаючи хвилі нападників, Уінстон та Суддя — представник Правління Кланів — ведуть переговори на даху готелю. У результаті Вінстон стріляє в Джона, щоб відновити своє становище у Правліні Кланів. Внаслідок пострілу Джон падає з даху будівлі. Голубиний Король, оговтуючись від серйозних ран, завданих йому Суддею, приймає тяжко пораненого Джона в його притулку, де він говорить Джону, що планує помститися Правлінню Кланів, і Джон погоджується приєднатися до нього.

### Характеристика
- Деякі джерела повідомляють, що на рахунку Джона Уіка 306 вбивств, що перевищує кількість вбивств Джейсона Вурхіза та Майкла Майєрса разом узятих.

- Джон переважно воліє носити одяг темного кольору. Він добре володіє пістолетами, гвинтівками, ножами та іншими видами зброї, а також мистецтвом рукопашного бою.

- На спину Джона нанесено велике татуювання із фразою латинською мовою. Вона зображує молитовно складені руки, що тримають хрест, на якому написано «fortes Fortuna adiuvat».

## В інших творах
Комп'ютерні ігри
23 жовтня 2014 року, в рамках рекламної кампанії першого фільму та внутрішньоігрового івенту Crimefest 2014, у гру Payday 2 був введений Джон Уік як ігровий персонаж.
Джон Уік з'являвся у відеогрі «Fortnite: Battle Royale» як скін. На додавання в гру цього скіна підштовхнув інший скін, що називається «Душегуб» (англ. The Reaper), зовнішність якого багато гравців порівнювали з Джоном Віком. За даними Republic World, Душегуб один із найпопулярніших скінів у грі.

## Фільми

### Завершені проекти
Джон Уік згадується у вступних титрах фільму «Дедпул 2» під графою «Режисер» як відсилання до сцени з першого фільму про Уіка, де бандити, одного з яких грав режиссер «Дедпула 2» — Девід Літч, убили його собаку.